# دبلیوآر ۱۰۲

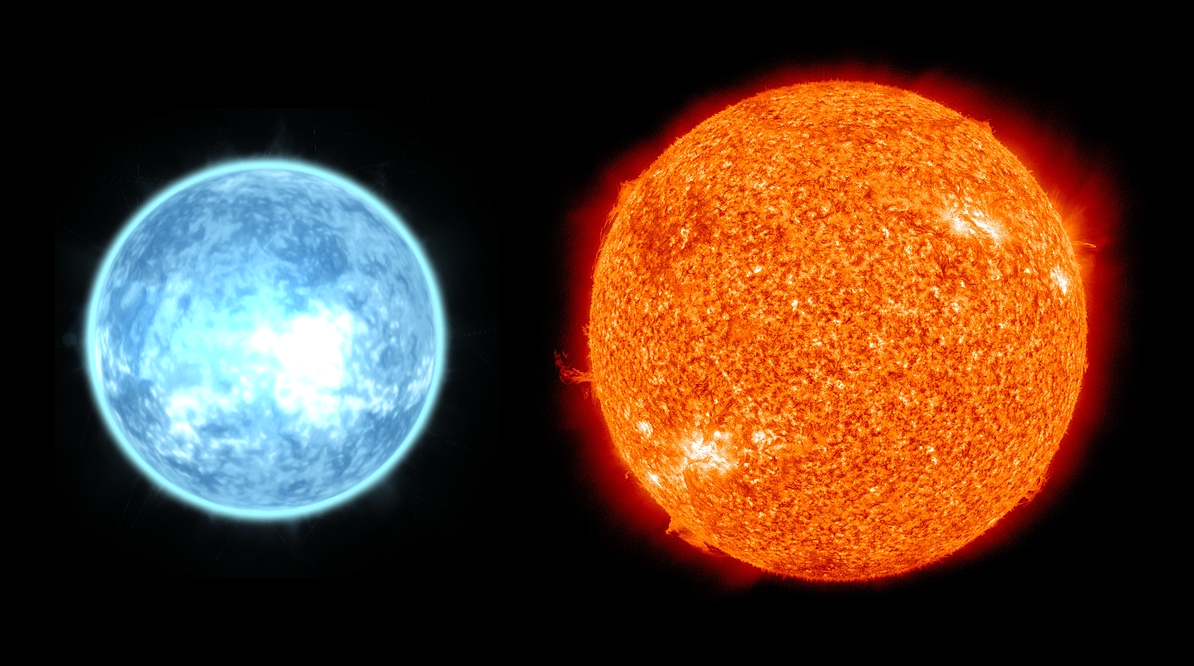
WR 102's size compared to the sun.

دبلیوآر ۱۰۲ (انگلیسی: WR 102) یک ستاره ولف-رایه در صورت فلکی قوس است؛ ستاره‌ای بسیار نادر در در توالی اکسیژن WO است. این یک ستارهٔ درخشان و بسیار داغ، بسیار تکامل یافته و نزدیک به انفجار به عنوان یک ابرنواختر است.

## کشف
دبلیوآر ۱۰۲ برای نخستین بار به عنوان همتای نوری احتمالی یک منبع پرتو ایکس عجیب GX 3+1 ذکر شد. با این حال، مشخص شد که این یک جسم جداگانه است و در سال ۱۹۷۱ به عنوان یک ستاره درخشان با خطوط انتشار غیر معمول OVI در طیف آن برجسته شد.